# The Story About Ping
The Story About Ping ist ein Bilderbuch der US-amerikanischen Kinderbuchautorin Marjorie Flack, das 1933 mit Illustrationen von Kurt Wiese beim Verlag Viking Press veröffentlicht wurde.

## Inhalt
Das Buch erzählt die Geschichte der kleinen Ente Ping, die zusammen mit ihren Eltern, mehreren Geschwistern und zahlreichen weiteren Verwandten auf einem Boot auf dem Jangtsekiang lebt. Bei Sonnenaufgang marschieren alle Enten an Land, jagen und fressen Schnecken und kleine Fische und kehren am Abend zurück auf ihr Boot, sobald sie von ihrem Besitzer gerufen werden. Ping achtet darauf, niemals der Letzte zu sein, denn dieser bekommt von seinem Besitzer mit der Rute einen Klaps auf den Hintern.
Eines Tages ist Ping jedoch so sehr mit Fischen beschäftigt, dass er das Rufen seines Herrn überhört. Als er schließlich zum Boot zurückkehrt, sieht er, dass bereits alle anderen Enten an Bord gehen. Aus Furcht vor dem Klaps beschließt Ping, sich am Ufer zu verstecken. Der Mond geht auf und das Boot segelt ohne ihn fort. Als er am folgenden Morgen erwacht, ist das Boot nicht mehr zu sehen und er muss sich allein auf den Weg machen, seine Familie wieder zu finden.
Im Laufe des Tages füllt sich der Jangtsekiang mit diversen Booten von Fischern, Händlern und Bettlern. Doch nirgends ist das Gefährt seiner Familie zu sehen. Zu allem Überdruss wird er von einem Jungen gefangen, dessen Eltern in Ping ein willkommenes Abendessen sehen und ihn unter einen großen Korb stecken. Glücklicherweise befreit der Junge Ping noch zeitgerecht vor dem Abend aus dem Korb und wirft ihn zurück in den Fluss. Genau in diesem Moment hört er den Ruf seines Besitzers und entdeckt das Boot und all die anderen Enten. Zwar ist er neuerlich der Letzte, der aufs Boot gelangt, doch dieses Mal nimmt er den Klaps gerne in Kauf – Hauptsache wieder vereint mit seiner Familie!

## Rezeption
Clive Barnes schreibt in seiner Rezension: „Marjorie Flacks Text ist sehr rhythmisch und voller Wiederholungen und eignet sich gut zum Vorlesen. Der produktive Illustrator Kurt Wiese war als junger Mann einige Zeit in China. Seine einst gelobten Darstellungen der chinesischen Lebensweise stehen heute wegen ihrer Rassenklischees in der Kritik. Dennoch sind seine Bilder voller Zuneigung und mildem Humor. Er benutzte die neuesten lithographischen Techniken, um die Farben von Enten, Menschen und Landschaften zum Strahlen zu bringen.“ Mary Ariail Broughton schreibt in ihrem Artikel über die Autorin Marjorie Flack: „Flacks 1933 erschienenes Buch The Story About Ping gilt als ihr bestes Werk […] Die Kritiker lobten das Buch für seinen Humor, seinen Charme, seine Charakterisierung, seine Anziehungskraft auf Kinder und seine künstlerische Darstellung. Wie ihre anderen Bilderbücher zeichnet sich auch The Story About Ping durch seinen stark kadenzierten, poetischen Rhythmus aus.“

## Referenzen
The Story About Ping ist in dem literarischen Nachschlagewerk 1001 Kinder- und Jugendbücher – Lies uns, bevor Du erwachsen bist! für die Altersstufe 3+ Jahre enthalten.

## Ausgaben
- The Story About Ping. Viking Press, 1933 (englisch).

## Adaptionen
The Story About Ping wurde 1955 von den Westen Woods Studios verfilmt.